# Ras Laffan
La zona industriale di Ras Laffan (Ras Laffan Industrial City) è situata ad 80 km a nord della capitale Doha. La sua estensione è pari a 106 km quadrati. La zona industriale ha un proprio porto ed è sede di diversi complessi industriali. È fornita di servizi integrati quali infrastrutture, servizi di vigilanza, antincendio su tutto il complesso; è presente anche un centro medico.  Fra le infrastrutture dovrebbe essere installato un impianto per la dissalazione dell'acqua (costruzione dell'impianto attuata da SIDEM) ed altri per la produzione d'elettricità prevista dal contratto firmato nel  marzo 2008 per fornire d'acqua dolce ed elettricità a circa tre milioni d'abitanti. Il contratto di 25 anni è stato firmato in cooperazione dalla francese ENGIE (20 %), dalla giapponese Mitsui e dalle due società locali Qatar Petroleum e Qatar Electricity and Water Corp.
Il porto, realizzato tra il 1993 ed il 1995 da un Raggruppamento di Imprese italiane guidato da Condotte d'Acqua e comprendente la Grandi Lavori Fincosit e la Dragomar, è la principale sede di produzione di GNL in Qatar ed è considerato una delle maggiori strutture di esportazione di GNL al mondo, con una capacità di 30 milioni di metri cubi annui. Fra gli altri, Ras Laffan è sede degli impianti GNL di Oryx GTL e Pearl GTL, Qatargas e RasGas, la raffineria del Dolphin Gas Project, la Raffineria Laffan, ma anche di imprese internazionali quali Shell, ExxonMobil, Total, e gli impianti integrati Ras Laffan A, B, C per la dissalazione d'acqua e le centrali d'energia elettrica.
Qatar Petroleum è proprietaria del complesso ed attraverso la joint venture Qatargas è impegnata nel completamento di alcune unità di trattamento del Gas naturale liquefatto.

Nel marzo 2011, in occasione della visita ufficiale in Qatar di Sua Altezza la Regina Beatrice dei Paesi Bassi, è stato firmato un memorandum di cooperazione del porto di Ras Laffan con il Porto di Rotterdam.